# شاهین خیری
شاهین خیری (انگلیسی: Shahin Kheiri؛ زاده ۲۰ آوریل ۱۹۸۰)  بازیکن سابق فوتبال اهل ایران است.